# Stefano Campagna

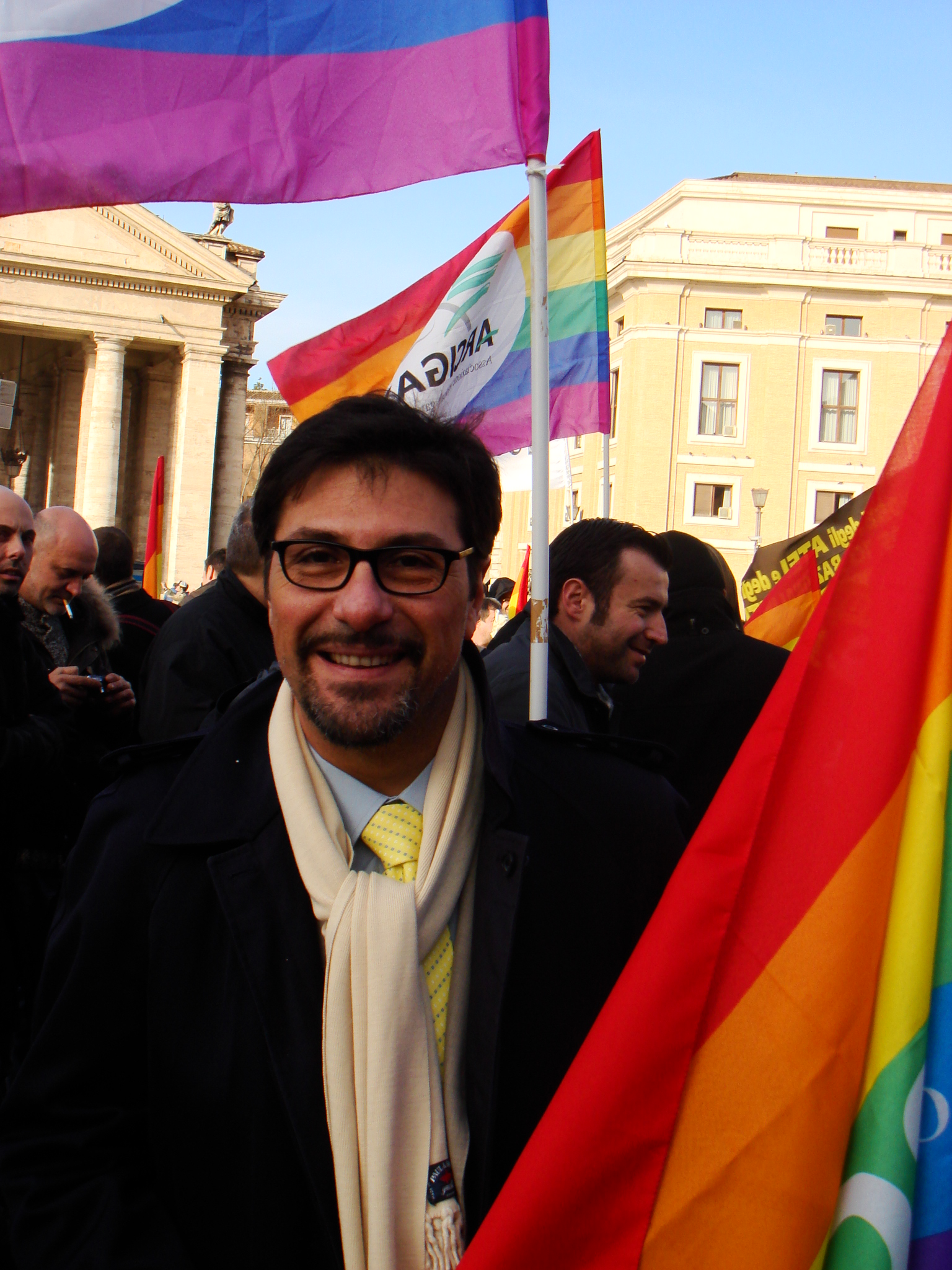
Stefano Campagna ad un sit-in a ricordo di Alfredo Ormando. Vaticano, Roma, 12 gennaio 2008

Stefano Campagna (Roma, 21 novembre 1962 – Roma, 2 maggio 2014) è stato un giornalista italiano.

## Biografia
Laureato in scienze politiche, arrivò in Rai nel 1997. Dopo un periodo al Tg2, approdò al Tg1, dove per anni condusse le edizioni del telegiornale del mattino. Per un breve periodo condusse anche l'edizione della notte e gli approfondimenti meteo.
Nel 2012 partecipò come concorrente alla trasmissione Ballando con le stelle.
Sul fronte privato, fece "parlare" una sua intervista del 2007 in cui dichiarò la propria omosessualità. Nel 2009, saputo dalla cugina di avere una sorella data in adozione appena nata, si rivolse al programma televisivo Chi l'ha visto? per ritrovarla; grazie alle indagini da parte dei giornalisti del programma televisivo, si riuscì a scoprire che la sorella morì in giovane età a causa di una leucemia.
È deceduto il 2 maggio 2014 a Roma, all'età di 51 anni, stroncato da un tumore al cervello contro cui lottava da tempo.

## Omaggi
È stato più volte componente della Giuria del Premio Letterario Letizia Isaia, organizzato dall'Associazione Nazionale Luci sulla Cultura, che dall'ottobre 2014, voluto fortemente dalla Presidente Letizia Isaia, gli ha intitolato il Premio di Giornalismo Televisivo Stefano Campagna.